# Sober (Elbow)
Sober is een nummer van de Britse band Elbow uit 2025. Het is de eerste single van hun EP Audio Vertigo Echo.
"Sober" is een indienummer dat invloeden uit de discomuziek en Afrikaanse invloeden bevat. In plaats van de gebruikelijke melancholische ballads, is op dit nummer een dynamisch en ritmisch geluid te horen dat doet denken aan hun vorige album, Audio Vertigo. Ook is er een gospelkoortje te horen. De tekst gaat over thema's als zelfreflectie en volwassenwording.
Het nummer bereikte de officiële Britse hitlijsten niet, maar haalde wel een 97e positie in de Britse verkooplijst. De Nederlandse Top 40 of Tipparade werden ook niet gehaald, wel bereikte de plaat een 3e positie in De Verrukkelijke 15 van NPO Radio 2.

## Tracklijst
Muziekdownload
1. "Sober" - 4:46